# Cia Ordelaffi
Cia Ordelaffi, también conocida como Marzia Ubaldini (1317-1381), fue una noble y figura política de la Italia del siglo XIV. Nació en la familia Ubaldini y se casó con un miembro de la familia Ordelaffi, convirtiéndose en una figura importante en la política de la región de Romaña durante el tumultuoso período de los conflictos güelfos y gibelinos.

## Biografía
Cia Ordelaffi nació en 1317. Era hija de Giovanni di Tano da Castello, de la rama Ubaldini de Montaccianico, y Andrea Pagani, hija mayor del señor de Romaña Maghinardo Pagani da Susinana.Los Ubaldini eran una poderosa familia gibelina, y la educación de Cia en ese entorno influyó profundamente en sus inclinaciones políticas y militares. Se sabe poco sobre sus primeros años de vida, pero su matrimonio con Francesco II Ordelaffi, señor de Forlì, la colocó en el centro de la vida política italiana.
En 1334, Cia se casó con Francesco II Ordelaffi, una figura clave de la facción gibelina, que apoyaba al Sacro Emperador Romano Germánico contra los güelfos papales. El matrimonio fue probablemente concertado para fortalecer las alianzas entre poderosas familias gibelinas. Como esposa de Francesco II, Cia se convirtió en la Dama de Forlì y participó activamente en la administración y defensa de la ciudad.
El papel de Cia se extendía más allá de los deberes típicos de una mujer noble de su tiempo. Era conocida por su inteligencia, perspicacia política y lealtad inquebrantable a su marido y a la causa gibelina. Su influencia fue tal que a menudo estuvo involucrada en decisiones estratégicas y negociaciones con otros estados italianos.

### El asedio de Cesena
Cia Ordelaffi es quizás más conocida por su defensa de Cesena en 1357. Durante una cruzada papal contra su marido, las fuerzas papales dirigidas por el cardenal Albornoz sitiaron Cesena, que estaba bajo el control de la familia Ordelaffi. Mientras Francisco II estaba ocupado en otras tareas, Cia tomó el mando de las defensas de la ciudad.
A pesar de estar en inferioridad numérica y enfrentarse a un ejército papal bien equipado, Cia organizó una vigorosa defensa de Cesena. Su liderazgo y determinación durante el asedio se volvieron legendarios, ganándose el respeto y la admiración tanto de sus aliados como de sus enemigos. Aunque la ciudad finalmente cayó ante las fuerzas papales, las acciones de Cia durante el asedio fueron celebradas como un símbolo de coraje y resistencia.
El 21 de junio se entregó a Albornoz; según Villani, pidió al cardenal un salvoconducto para los soldados que habían estado bajo sus órdenes, pero nada para ella. Albornoz hizo que la mujer y sus familiares fueran trasladados a una prisión de Ancona, su residencia principal en Italia. Después de dos años de prisión, Cia Ubaldini fue liberada en julio de 1359, cuando también Forlì fue conquistada; Francesco Ordelaffi renunció a todos los derechos sobre la ciudad y fue absuelto de la excomunión, obteniendo la liberación de los miembros de su familia.

### Vida posterior y legado
Después de la caída de Cesena, Cia continuó desempeñando un papel en los asuntos políticos de la región, aunque su influencia disminuyó a medida que la causa gibelina se debilitaba. Tras la muerte de su marido, Francisco II, en 1374, Cia se retiró de la vida pública. Pasó sus últimos años en relativa oscuridad.
Cía Ordelaffi falleció en 1381. Se la recuerda como una de las pocas mujeres de su tiempo que asumió un papel militar, destacándose como una figura formidable en el mundo dominado por los hombres de la política italiana del siglo XIV.